# 味美知多町
味美知多町（あじよしちたちょう）は、愛知県春日井市にある地名。

## 地理
春日井市西部に位置する。

## 歴史

### 地名の由来
寛文3年、知多郡藪村(現在の東海市南部)周辺からの移住者によって開拓されたため、知多東・知多屋敷と称されていたことに由来する。

### 沿革
- 1948年（昭和23年） - 春日井市味美の一部により、同市味美知多町として成立[3]。
- 1970年・1976年・1978年（昭和45年・51年・53年） - 一部が春日井市花長町・美濃町・味美町・惣中町・知多町・勝川町・追進町・勝川新町に編入される[1][4]。

## 交通
- 現在の町域の全域は名古屋鉄道（名鉄）小牧線の鉄道用地になっている[2][4]。